# Грузија на Светском првенству у атлетици на отвореном 2019.
Грузија је учествовала на 17. Светском првенству у атлетици на отвореном 2019. одржаном у Дохи од 27. септембра до 6. октобра тринаести пут. Репрезентацију Грузије представљала је 1 атлетичарка која се такмичила у трци на 5.000 метара.,
На овом првенству представница Грузије није освојила ниједну медаљу, нити је остварила неки резултат.

## Учесници
Жене:
- Валерија Хандарова — 5.000 м

## Резултати

### Жене
| Атлетичарка        | Дисциплина | Лични рекорд | Квалификације | Квалификације | Полуфинале | Полуфинале | Финале                | Финале       | Детаљи |
| Атлетичарка        | Дисциплина | Лични рекорд | Резултат      | Место         | Резултат   | Место      | Резултат              | Место        | Детаљи |
| ------------------ | ---------- | ------------ | ------------- | ------------- | ---------- | ---------- | --------------------- | ------------ | ------ |
| Валерија Хандарова | 5.000 м    | 15:33.10     | 15:52,11      | 12. у гр. 2   |            |            | Није се квалификовала | 23 / 26 (29) |        |